# Джоаннеуміт
Джоаннеуміт — підтверджений як новий мінерал у 2012 році, є першим визнаним мінералом ізоціанурату з формулою Cu(C3N3O3H2)2(NH3)2. Це також аміновмісний мінерал, як амінеїт, чанабаяїт і шиловіт. Усі мінерали є дуже рідкісними і були знайдені в родовищі гуано в Пабельон-де-Піка, Чилі.